# Gare Ahuntsic
Cet article concerne la gare de train de banlieue. Pour l'ancienne gare Via Rail, voir Gare d'Ahuntsic. Pour les autres significations, voir Ahuntsic (homonymie).
La gare Ahuntsic est une gare de train de banlieue située dans l'arrondissement d'Ahuntsic-Cartierville à Montréal au Québec.
La gare est desservie par les trains de la ligne 15 du réseau de train de banlieue de Montréal.

## Situation ferroviaire
La gare Ahuntsic est située entre la gare Sauvé et la future gare Côte-de-Liesse, qui deviendra le terminus de la ligne 15 à son ouverture en 2025.
Elle est le lieu de changement de mode de traction des trains qui passent du mode diesel au mode électrique et réciproquement.

## Histoire
Le chantier de la ligne et de la gare a débuté en 2010. La gare a été inaugurée en décembre 2014.